# Bienoteri
Els bienoteris (Bienotherium) són un gènere extint de sinàpsids de la família dels tritilodòntids que visqueren durant el Juràssic inferior en allò que avui en dia és la Xina. Se n'han trobat restes fòssils a la província de Yunnan. En comparació amb altres tritilodòntids, es caracteritzaven per la seva corpulència, la presència de maxil·lars exposats al crani, l'amplada del diastema i la primor de l'os zigomàtic.
El nom genèric Bienotherium significa ‘bèstia de Bien’, en referència al descobridor de l'holotip, el xinès Bian Meinian, conegut com a Mei Nien Bien a Occident.